# Spirometra
Die zu den Plattwürmern gehörige Gattung Spirometra ist Auslöser der Sparganose, einer Zoonose, die mit bisher gut 2000 bekannt gewordenen Fällen als relativ selten bezeichnet werden kann. Typspezies ist S. erinaceieuropaei.

## Lebenszyklus
Wie andere Bandwürmer auch, leben Würmer der Gattung Spirometra über mehrere Jahre im Dünndarm ihrer Endwirte. Diese Endwirte sind Säugetiere wie Katzen, Hunde u. a. m. Zur Fortpflanzung werden dort Eier produziert, die mit dem Stuhl ausgeschieden werden. Kommen sie in Kontakt mit Wasser, schlüpfen aus den Eiern Larven. Die Larven werden von Ruderfußkrebsen (Krustentiere) aufgenommen, die als Zwischenwirte dienen. Hier findet die Weiterreifung zum zweiten Larvenstadium (Prozerkoid) statt. Wenn infizierte Ruderfußkrebse von anderen Tieren gefressen werden (Fische, Reptilien, Amphibien), fungieren diese als zweiter Zwischenwirt, in welchem das dritte Larvenstadium erreicht wird. Wenn diese dann zum Beispiel von einer Katze gefressen werden, ist es für die Larve möglich, sich im Dünndarm anzusiedeln und zum erwachsenen Wurm auszureifen, und der Zyklus beginnt von vorn. Trifft eine Larve jedoch auf einen Menschen, ist dieser nicht als Endwirt geeignet, eine Sparganose kann entstehen, das heißt, dass die Larven durch den Organismus wandern und verschiedenste Regionen (inklusive Gehirn) befallen können. Etwaige Krankheitssymptome hängen davon ab, wie und wohin die Larve wandert.

## Morphologie
Spirometra-Arten können aufgrund der Variablílität und Ähnlichkeiten morphologisch nicht von anderen Vertretern der Diphyllobothriidae unterschieden werden, hierzu sind molekularbiologische Methoden notwendig.
In echten Endwirten können Würmer der Gattung Spirometra ausreifen und eine Länge zwischen 10 cm und 1,5 m Länge erreichen. Der Scolex trägt zwei Sauggruben. Die Bandwurmglieder (Proglottiden) enthalten einen spiralig aufgewundenen Uterus, der namensgebend für die Gattung war (spiro für spiralig und metra, griech. für Uterus). Die reifen Proglottiden besitzen eine Genitalpore und eine Uterusöffnung zur Eiabgabe.
Eier sind oval und können eine Länge von 80 µm erreichen. Sie weisen an einem Pol eine deckelartige Struktur (Operculum) auf. Der im zweiten Wirt auftretende Plerozerkoid ist zwischen wenigen Millimetern und 10 cm lang, hat eine helle Farbe und ähnelt einem zerknitterten Band.

## Sparganose
Die Sparganose kommt hauptsächlich in Ostasien vor, doch kann der Parasit weltweit nachgewiesen werden. So ist zum Beispiel bekannt, dass er in 17 europäischen Ländern gefunden wurde. Er weist einen komplizierten Lebenszyklus mit mehreren Wirtswechseln auf, Menschen infizieren sich, wenn sie rohe und unzureichend gegarte Schlangen oder Frösche zu sich nehmen oder, zum Beispiel beim Schwimmen in Naturgewässern, versehentlich Kaulquappen verschlucken. Eng verwandt mit Spirometra (einaceieuropaei) ist Sparganum proliferum. Aber anders als bei Sparganosen, die durch Spirometra ausgelöst werden, die zwar auch ernste Folgen haben können, verlaufen Erkrankungen im Fall von Sparganum proliferum schneller fatal. Die genauen Verwandtschaftsverhältnisse sind noch Gegenstand aktueller Forschung (Stand Dezember 2023).

## Spezies
- S. erinaceieuropaei
- S. mansonoides
- S. felis
- S. decipiens
- S. urichi
- S. ranarum